# Монастирчанське газоконденсатне родовище
Монастирчанське газоконденсатне родовище — належить до Бориславсько-Покутського нафтогазоносного району Передкарпатської нафтогазоносної області Західного нафтогазоносного регіону України.

## Опис
Розташоване у Богородчанському районі Івано-Франківської області на відстані 14 км від м. Богородчани.
Знаходиться у четвертому ярусі складок центр. частини Бориславсько-Покутської зони. Монастирчанська складка виявлена в 1984-85 рр. Це асиметрична антикліналь північно-західного простягання насунута у півн.сх. напрямку на Гвіздецьку складку. Розміри складки по покрівлі менілітової світи 3,4х1,8 м, висота 600—700 м.
Перший промисловий приплив газу і конденсату отримано в 1988 р. з менілітових відкладів з інт. 3580-3620 м.
Поклад пластовий, склепінчастий, тектонічно екранований. Режим покладу газовий. Колектори — пісковики та алевроліти.
Експлуатується з 1988 р. Запаси початкові видобувні категорій А+В+С1: газу — 711 млн. м³; конденсату — 81 тис. т.